# His Wife's Mother
His Wife's Mother è un cortometraggio muto del 1909 diretto da David W. Griffith che ne firma anche la sceneggiatura. Tra gli interpreti, John R. Cumpson, Florence Lawrence, Dorothy West, Anita Hendrie.

## Trama
La suocera di Jones proibisce al genero di bere e di fumare. Lui, allora, una sera la porta fuori, facendola bere.

## Produzione
Il film fu prodotto dall'American Mutoscope & Biograph e venne girato a Bleecker Street, Manhattan.

## Distribuzione
Il copyright del film, richiesto dall'American Mutoscope and Biograph Co., fu registrato il 1º marzo 1909 con il numero H123539.
Distribuito dall'American Mutoscope & Biograph, il film - un cortometraggio di sei minuti - uscì il 1º marzo 1909. Nelle proiezioni, veniva programmato con il sistema dello split reel, accorpato in un'unica bobina con un altro cortometraggio prodotto dalla Biograph diretto da Griffith, il drammatico The Prussian Spy.
Non si conoscono copie ancora esistenti della pellicola che viene considerata presumibilmente perduta.